# Dominik Hennen
Dominik Hennen (* 7. August 1981) ist ein ehemaliger deutscher Basketballspieler.

## Werdegang
Der zwei Meter große Flügelspieler wechselte im Sommer 2000 vom VfR Limburg zum TV Langen in die 2. Basketball-Bundesliga. Er erhielt ein Doppelspielrecht für Einsätze beim Bundesligisten Skyliners Frankfurt. Während der Saison 2000/01 bestritt Hennen vier Bundesliga-Spiele für Frankfurt. 2001 war er mit der deutschen Studentenauswahl Teilnehmer der Sommer-Universiade in Peking. In der Saison 2002/03 war Hennen lange zum Zusehen gezwungen, ihn plagte eine Knieverletzung. Letztmals in seiner Basketballlaufbahn stand er im Oktober 2002 in einem Bundesliga-Spiel auf dem Feld. Insgesamt verbuchte Hennen für die Frankfurter Mannschaft elf Einsätze in der höchsten deutschen Spielklasse. 2003/04 stand er auch noch in Frankfurts Bundesliga-Aufgebot, als die Mannschaft deutscher Meister wurde, war jedoch erneut verletzt und blieb in dieser Saison ohne Bundesliga-Einsatz. Anschließend trat Hennen im Basketball-Leistungsbereich nicht mehr in Erscheinung. Während seiner Laufbahn bestritt er für die Frankfurter in den Spieljahren 2000/01 und 2001/02 insgesamt auch drei Spiele in der EuroLeague sowie eines im EuroCup.
Er setzte sein während der Basketballlaufbahn begonnenes Studium in den Jahren 2004 und 2005 zeitweise an der University of Iowa in den Vereinigten Staaten fort. Nach dem Abschluss als Diplomkaufmann legte er später eine Doktorarbeit vor: Diese wurde 2012 zu einem Thema das Privatanlegertum im Finanzwesen betreffend an der Johann Wolfgang Goethe-Universität Frankfurt angenommen. Er wurde im Versicherungswesen berufstätig, 2023 trat er eine leitende Stellung bei der Deutschen Bank an.